# سترايكر (ناقلة جنود مدرعة)
سترايكر مدرعة مدولبة 8*8  طورت من ال أي في (LAV III) الكندية وبنيت على أساس المدرعة السويسرية بيرانا، وتنتجها شركة جنرال دينامكس للأنظمة البرية لصالح الجيش الأمريكي.
واشتق اسم المدرعة من أسماء اثنين من الجنود الأمريكين يحملان اسم سترايكر كرما بميدالية الشرف بعد مقتلهما (الأول في الحرب العالمية الثانية) (والثاني في حرب فيتنام).
.

## الخلفية التاريخية
في أكتوبر / تشرين الأول وضع الجنرال (ايريك شينساكي) رئيس الاركان الأمريكي الخطوط العريضة لخطة انتقالية تسمح للجيش بالتكيف مع ظروف ما بعد الحرب الباردة، وهذه الخطة سميت بالخطة الموضوعية. والهدف من هذه الخطة اكساب الجيش الأمريكي المرونة اللازمة للانتشار بسرعة وتجهيزه للقيام بمهام متعددة وهذا ما يتطلب مركبات مدرعة جديدة لتملأ الفجوة بين المركبات الثقيلة والفعالة لكن بطيئة الانتشار مثل (ام 2 برادلي) والمركبات سريعة الانتشار لكن خفيفة التدريع مثل مركبات هامفي. استجابة لتلك المتطلبات عرضت شركة جنرال دينامكس للمنظومات البرية (وهي فرع شركة جنرال موتور للدفاع -كندا)مركبة سترايكر التي لاقت قبول الجيش الأمريكي وفازت بعقد لانتاج 2,131 مركبة من مختلف الانواع لتجهيز 6 الوية سريعة الانتشار وذلك عام 2000 .

## التصميم
تصميم السترايكر مبني على اساس المدرعة ال أي في (LAV III)(وهي اختصار المركبة المدرعة الخفيفة بالإنكليزية) وهي بدورها نسخة من المدرعة السويسرية (بيرانا).
وجأت السترايكر بعدة أنواع مع قطع مشتركة تشمل المحرك، التعليق، العجلات، الاطارات، علبة التروس.وتملك مركبة القيادة ام 1130 ومركبة الاخلاء الطبي ام 1133 تكيف هواء محمول في الخلف وتم تطوير عربة السترايكر لتجهز كل المركبات بتكيف للهواء، وابتدا من عام 2005 اخذت المركبات تزود بمدفع رشاش اوتوماتيكي من طراز GDLS من عيار 105 ملم.

## المحرك والخصائص الميكانيكية
تستخدم مدرعات السترايكر محركات كاتربيلر الشائع في المركبات الأمريكية المتوسطة، مما يغني عن حاجة طواقم الصيانية لتدريبات اضافية ويسمح باستخدام قطع الغيار المتوفرة. وتم استبدال محركات كاتربلر 3126 القديمة بمحرك كاتربلر سي 7 ونظام التعليق اليسون 3200 اس.
.

## التدريع
هيكل السترايكر مصنوع من حديد مقسى إلى درجة عالية ويوفر القوس الامامي للمركبة حماية ضد اطلاقات عيار 14,5 ملم بينما يوفر باقي بدن المركبة حماية ضد اطلاقات عيار 7,62 ملم. وفوق هذا جهزت مدرعات السترايكر بدروع اضافية من السيراميك توفر حماية ضد الذخائر من عيار 14,5 ملم والذخائر الخارقة للدروع وشظايا القذائف المدفعية من عيار 152ملم.
بالإضافة لهذا الدرع السيراميكي المتكامل، طُورت أنواع جديدة جديدة من الدروع لتتم اضافتها بصورة اختيارية عند الطلب، وتشمل هذه الانواع (الدرع الشرائحي) (slat armor) و (الدرع التفاعلي الخاص بسترايكر) ويعرف اختصارا ب (SRAT) للحماية من المقذوفات المختلفة، كما تشمل (طقم حماية البدن) (hull protection kit)وتعرف اختصاراً ب (HPK)، وهناك درع خاص بالأجزاء السفلية من المدرعة للحماية من العبوات الناسفة (armored skirt)، ودرع اخر خاص لحماية فتحة القائد من النيران المعادية (commander's ballistic shield).

## التسليح
مع استثناء بعض أنواع السترايكر المتخصصة تزود مدرعات السترايكر بكمية وافرة ومتنوعة من الاسلحة تشمل برج يدار عن بعد من نوع بروتكتور ام 151، مع مدفع رشاش من نوع ام2 عيار 50، ومدفع رشاش عيار 7,62 ملم، أو في بعض الاحيان تزود بقاذف رمانات نوع ام كي -19 . ويعتمد هذا التنوع بالتسليح على عدة عوامل تشمل توفير سرعة الانتشار والحركة للمدرعة مع توفير الحماية للجنود الموجودين بداخل المدرعة وحولها في ميدان المعركة.

## معرض الصور

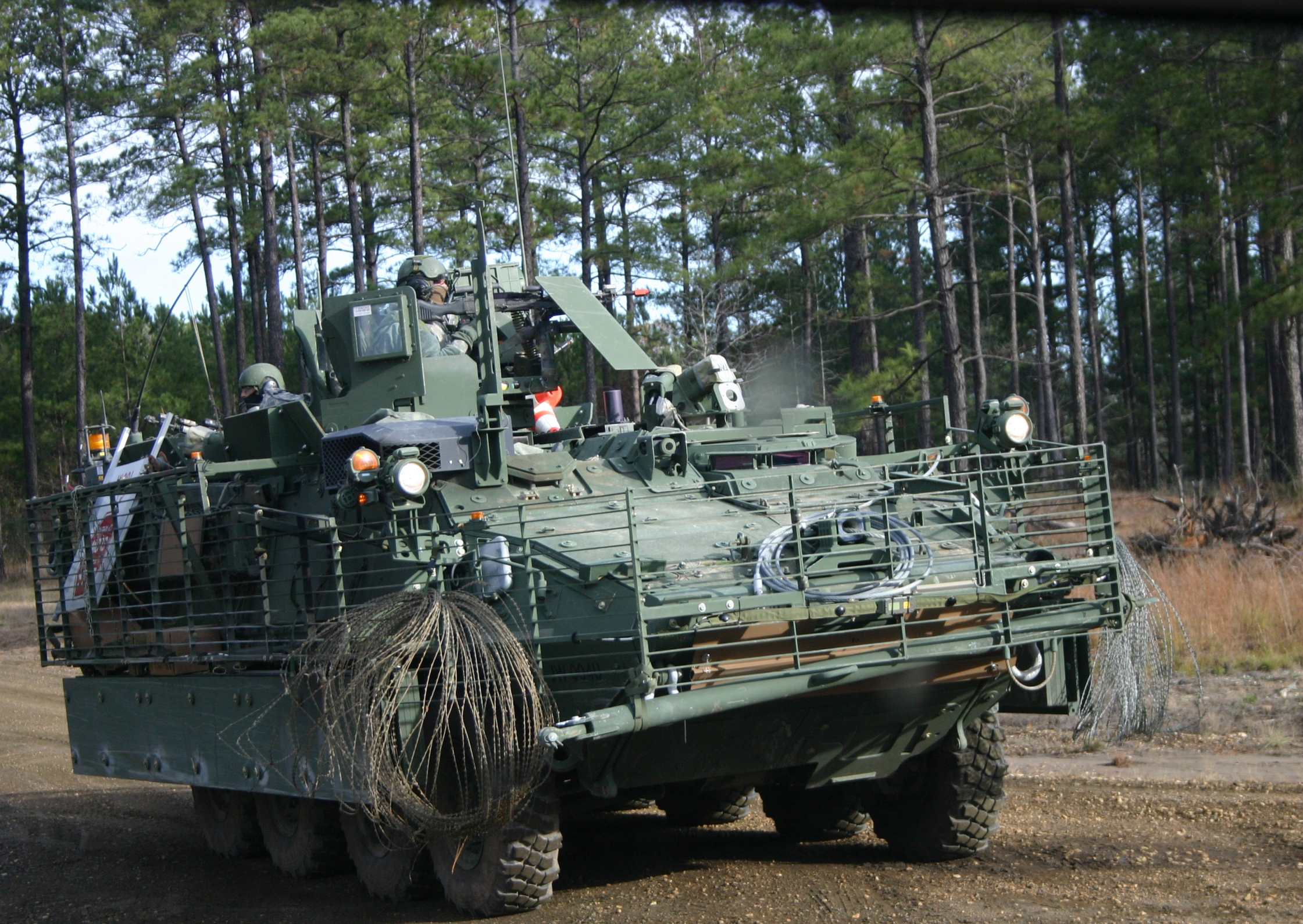
سترايكر مع درع حماية القائد وطقم حماية البدن ودرع شرائحي
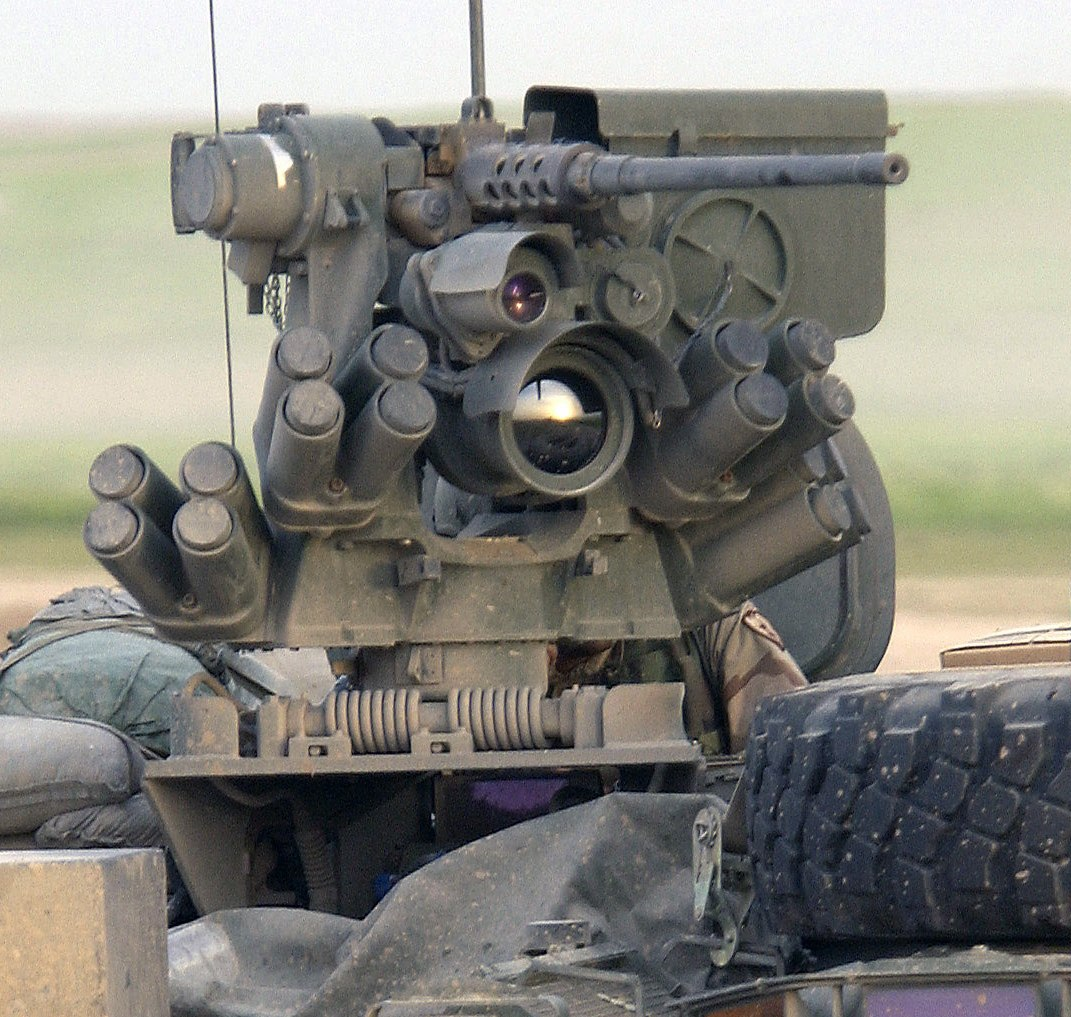
برج بروتكتور بالتحكم عن بعد مع مدفع رشاش ام 2 على عربة سترايكر
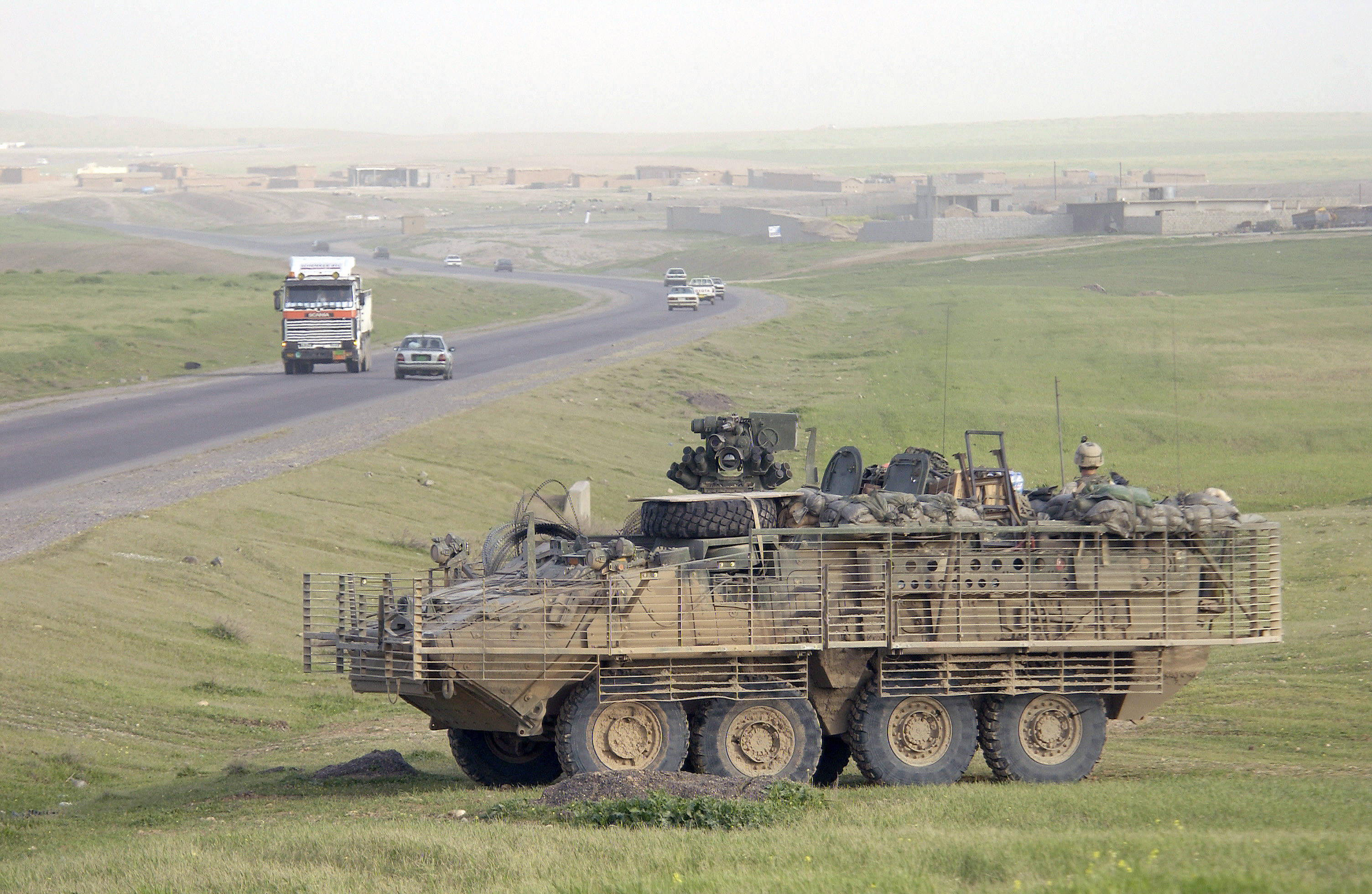
دورية سترايكر قرب الموصل شمال العراق 2005
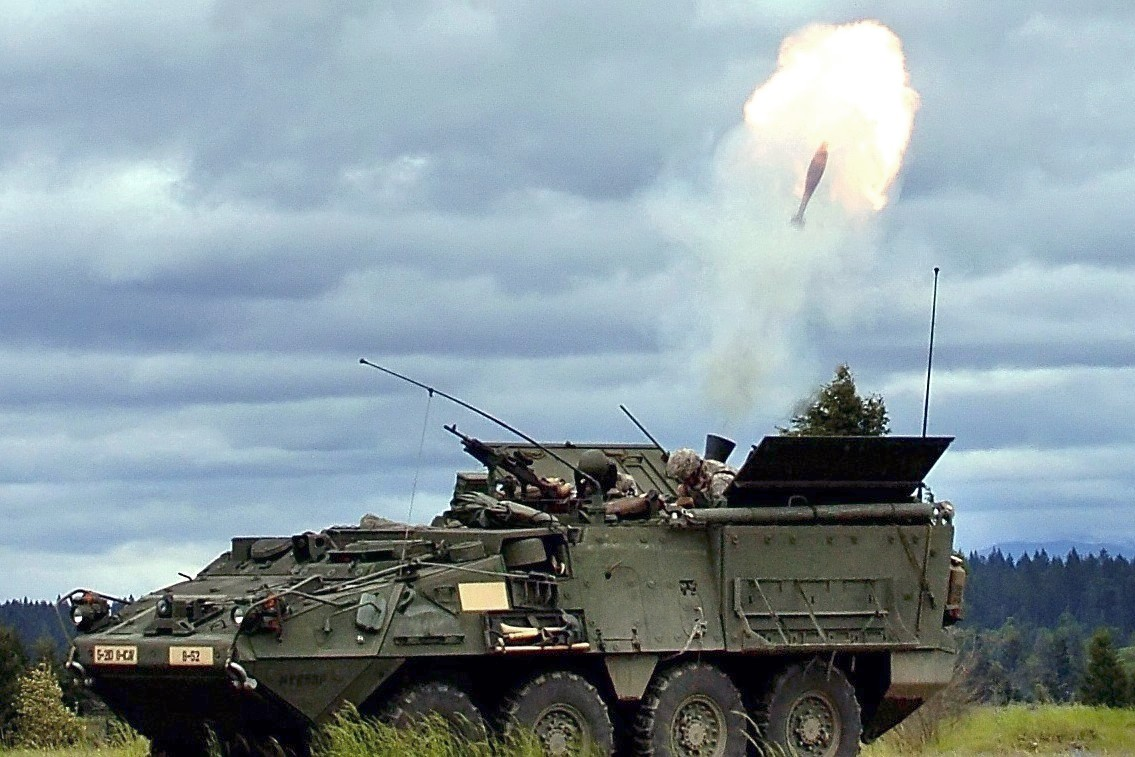
اطلاق هاون عيار 120 ملم من عربة سترايكر MCV-B
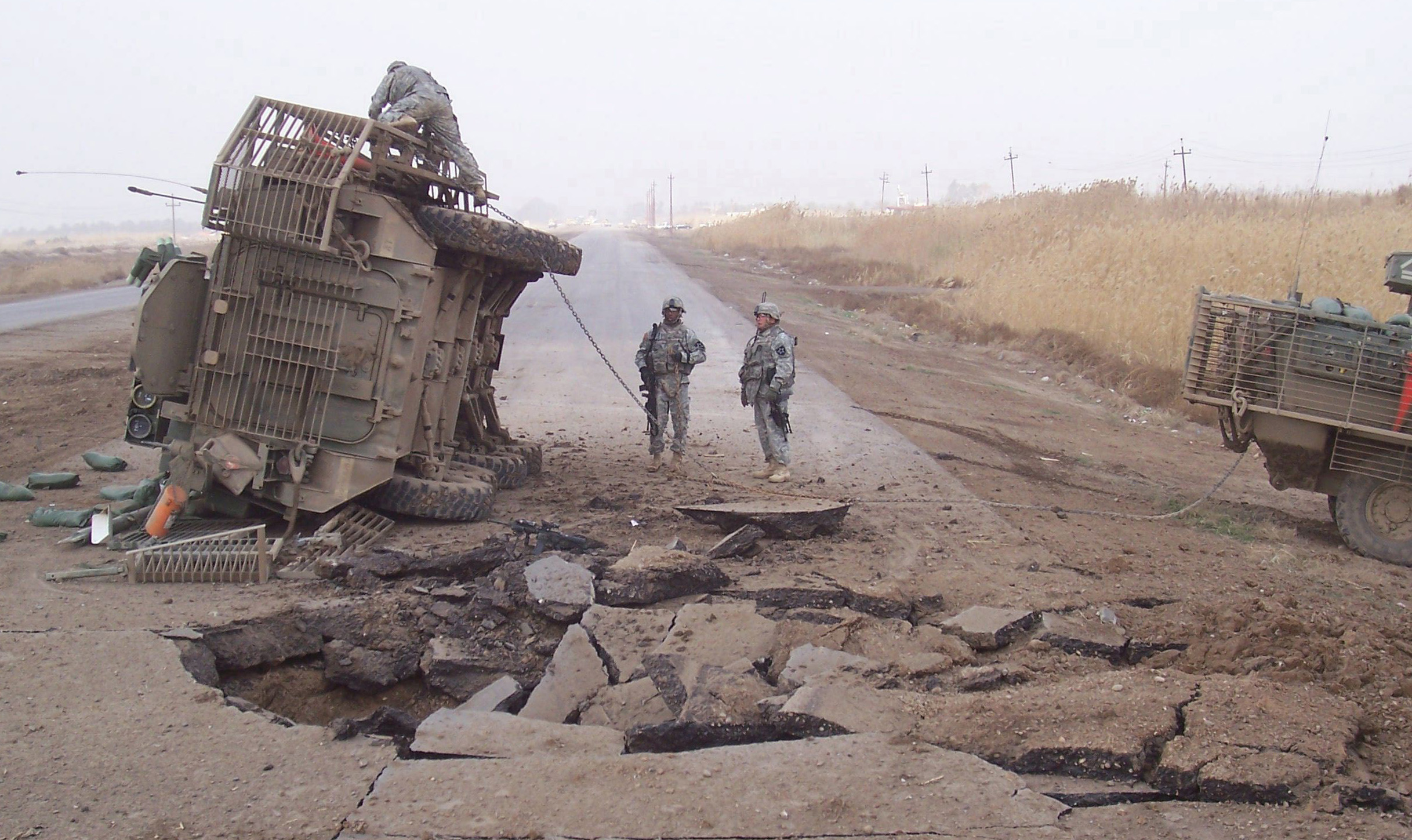
تفجير عبوة بالعراق دمرت السترايكر وقُتِلَ أحد الجنود وأُصيب آخر.
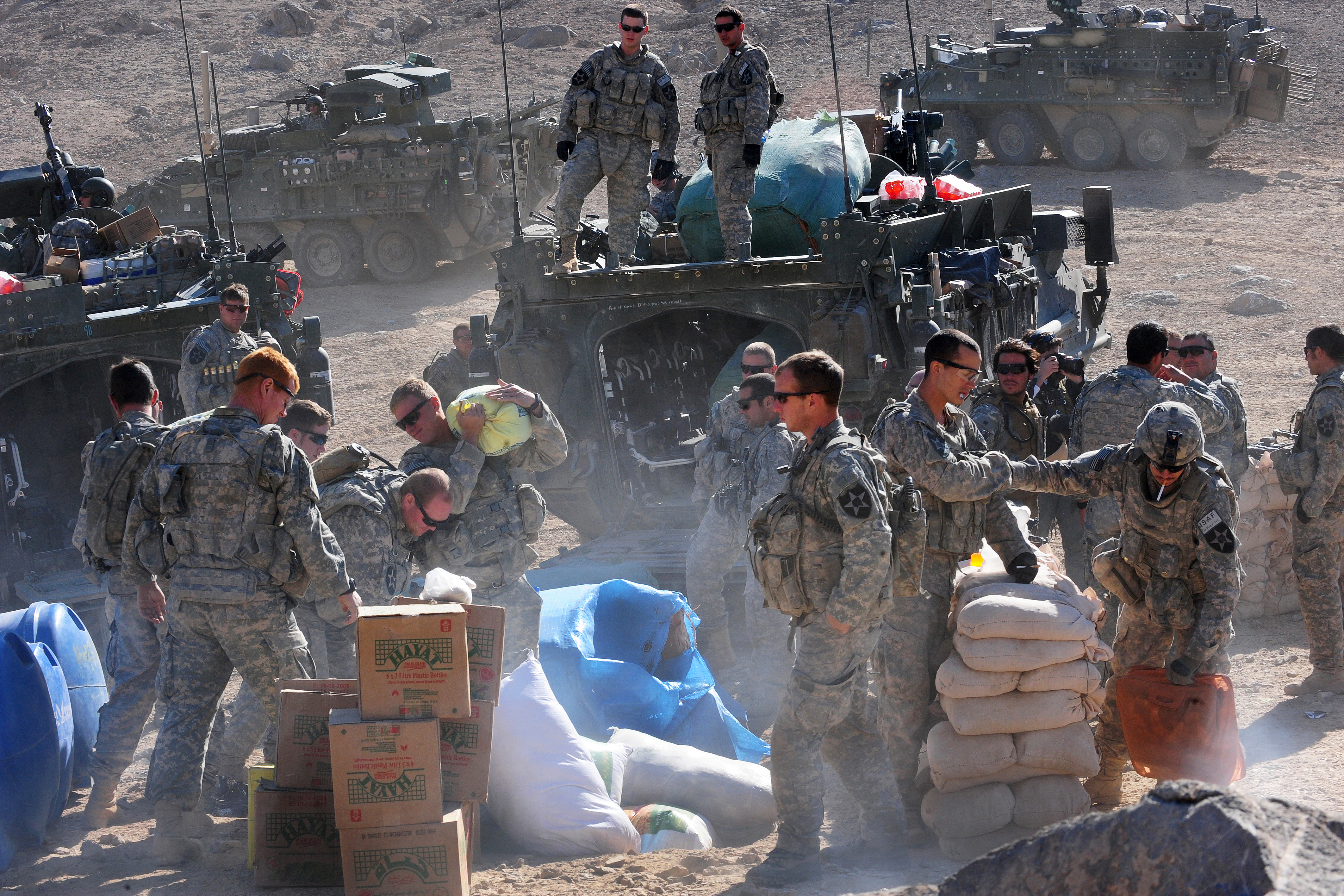
تفريغ مساعدات إنسانية من السترايكر في أفغانستان 2009

## اقرأ أيضا
- جنرال ديناميكس
- ناقلة جنود مدرعة
- بي تي أر-80
- بوكسر ناقلة جنود مدرعة
- كاليدس الوحش